# Limnophila micropriapus
Limnophila micropriapus is een tweevleugelige uit de familie Limoniidae. De soort komt voor in het Neotropisch gebied.